# زیست‌پذیری سیاره‌ای
زیست‌پذیری سیاره‌ای مقیاس اندازه‌گیری ظرفیت سیارات یا قمرها برای پدید آوردن و رشد زیست در خود است.
از آن‌جا که وجود زیست فرازمینی هنوز اثبات نشده، زیست‌پذیری سیاره‌ها فعلاً با ملاک قرار دادن شرایط و ویژگی‌های کره زمین و منظومه خورشیدی بررسی می‌شود.
پیش‌نیاز اولیه برای زیست، انرژی است ولی در اندازه‌گیری‌های مربوط به زیست‌پذیری سیاره‌ای بسیاری از عوامل فیزیکی و شیمیایی نیز در نظر گرفته می‌شوند.
سازمان ناسا، در «رهنمود اخترزیست‌شناسی» خود معیارهای اولیه برای زیست‌پذیری سیاره‌ای را چنین تعریف کرده‌است: «پهنه‌های گسترده‌ای از آب مایع، شرایط مناسب برای تشکیل ملکول‌های آلی پیچیده، و وجود منابع انرژی برای حفظ و ادامهٔ سوخت‌وساز (فرگشت).»

## پیشینهٔ مطالعات
زیست‌پذیر بودن سیارات منظومهٔ خورشیدی در اواخر سدهٔ بیستم بوسیلهٔ رصد و فرستادن ربات‌های اکتشافی به این سیارات بررسی شد ولی تا امروز نتیجه‌ای نداده است.
با کشف سیاره‌های فراخورشیدی در اوایل دههٔ ۱۹۹۰ این نظر که برخی از سیاره‌های دور ممکن است شرایط مناسبی را برای وجود زیست دارا باشند نیز قوت گرفت.